# Masa monetară
Masa monetară, definită ca totalitate a mijloacelor bănești existente în economia unei țări la un moment dat sau în medie pe o anumită perioadă. Componentele masei monetare sunt studiate cu ajutorul agregatelor monetare. Agregatul cel mai larg din punctul de vedere al Băncii Naționale Române este reprezentat de agregatul M3.

## Masa monetară pe glob

### Uniunea Europeană

#### Zona Euro
Banca Centrală Europeană definește agregatele monetare din Zona Euro:
- M1: Moneda în circulație + depozitele overnight
- M2: M1 + depozite cu scadența convenită de până la 2 ani + depozite rambursabile la o perioadă de preaviz de până la 3 luni.
- M3: M2 + contracte de răscumpărare + acțiuni/unități ale fondurilor de piață monetară (FPM) + titluri de creanță până la 2 ani.

#### România
M1 reprezintă conform BNR masa monetară în sens restrâns și cuprinde M0 - numerarul în circulație, și conturile curente, depozitele la vedere.
M2 reprezintă conform BNR masa monetară intermediară sunt incluse pe lângă M1, și depozitele cu durată inițială de până la doi ani inclusiv.
M3 reprezintă masa monetară în sens larg sunt incluse pe lângă M2, și alte instrumente financiare precum împrumuturi din operațiuni repo, acțiuni/unități ale fondurilor de piață monetară, titluri de valoare negociabile cu maturitatea de până la doi ani inclusiv.
| Agregatul monetar                               | Milioane lei |
| ----------------------------------------------- | ------------ |
| M0                                              | 31.876,7     |
| M1                                              | 88.222,1     |
| M2                                              | 220.506,5    |
| M3                                              | 220.767,2    |
| Masa monetară la sfârșitul lunii noiembrie 2012 |              |

| Agregatul monetar       | 2000 | 2001 | 2002 | 2003  | 2004  | 2005   | 2006   | 2007   | 2008   | 2009   | 2010   | 2011   | 2012   |
| ----------------------- | ---- | ---- | ---- | ----- | ----- | ------ | ------ | ------ | ------ | ------ | ------ | ------ | ------ |
| M0 Milioane lei         |      |      |      | 5.765 | 7.629 | 11.564 | 14.670 | 23.058 | 26.960 | 25.617 | 28.253 | 32.357 | 31.877 |
| % față de anul anterior |      |      |      |       | 32%   | 52%    | 27%    | 57%    | 17%    | -5%    | 10%    | 15%    |        |
| % față de anul 2000     |      |      |      |       |       |        |        |        |        |        |        |        |        |

### Republica Moldova
| Agregatul monetar       | 1993  | 1994  | 1995  | 1996  | 1997 | 1998  | 1999 | 2000   | 2001   | 2002   | 2003   | 2004   | 2005   | 2006   | 2007   | 2008   | 2009 | 2010    | 2011    | 2012    |
| ----------------------- | ----- | ----- | ----- | ----- | ---- | ----- | ---- | ------ | ------ | ------ | ------ | ------ | ------ | ------ | ------ | ------ | ---- | ------- | ------- | ------- |
| M0 Milioane lei         | 119,5 | 345,4 | 638,8 | 731,1 | 972  | 855,3 | 1122 | 1469,3 | 1834,2 | 2288,5 | 2740,5 | 3699,9 | 4571,2 | 5145,8 | 6664,9 | 7578,7 | 8849 | 10107,6 | 10864,5 | 12670.7 |
| % față de anul anterior |       |       |       |       |      |       |      |        |        |        |        |        |        |        |        |        |      |         |         |         |
| % față de anul 2000     |       |       |       |       |      |       |      |        |        |        |        |        |        |        |        |        |      |         |         |         |